# Xã Hector, Quận Potter, Pennsylvania
Xã Hector (tiếng Anh: Hector Township) là một xã thuộc quận Potter, tiểu bang Pennsylvania, Hoa Kỳ. Năm 2010, dân số của xã này là 386 người.